# Hepatica duplicilinea
Hepatica duplicilinea är en fjärilsart som beskrevs av George Francis Hampson 1895. Hepatica duplicilinea ingår i släktet Hepatica och familjen nattflyn. Inga underarter finns listade i Catalogue of Life.